# John Lydon
John Joseph Lydon, ps. Johnny Rotten (ur. 31 stycznia 1956 w Holloway w Londynie) – brytyjski muzyk, lider i wokalista zespołów Sex Pistols oraz Public Image Ltd.

## Życiorys
Urodził się w Holloway, w dzielnicy Londynu, w gminie London Borough of Islington, w rodzinie
robotniczej katolickich imigrantów z Irlandii jako najstarszy z czterech synów Johna Christophera Lydona i Eileen Barry. Dorastał w północnym Londynie wraz z trzema młodszymi braćmi – Jimmym, Bobbym i Martinem.
Dzięki protekcji Malcolma McLarena dołączył w sierpniu 1975 jako wokalista do zespołu, który wkrótce przyjął nazwę Sex Pistols i stał się jednym z pionierów muzyki punkrockowej w Wielkiej Brytanii. Lydon, któremu członkowie grupy nadali przydomek Rotten ze względu na stan uzębienia, wyróżniał się ekscentrycznym, dynamicznym zachowaniem na scenie i poza nią. W 1977 roku grupa Sex Pistols opublikowała piosenkę „God Save the Queen”, która stała się przebojem, lecz ze względu na kontrowersyjny tekst przysporzyła Rottenowi wiele kłopotów, m.in. był atakowany na ulicy. Odszedł z zespołu w 1978 roku po konflikcie z Malcolmem McLarenem.
W 1978 założył zespół Public Image Ltd, w którym był wokalistą, klawiszowcem i gitarzystą. Po zaprzestaniu w 1993 roku działalności Public Image Ltd., Lydon na krótko reaktywował Sex Pistols, a także nagrał solowy album Psycho’s Path (1997). W roku 2009 wznowił działalność Public Image Ltd., z którym w 2012 roku wydał płytę studyjną This Is PiL, koncertował, m.in. na festiwalu w Glastonbury 2013.
W 1993 roku napisał autobiografię „Rotten: no Irish, no Blacks, no Dogs”.
Wystąpił też w filmach. We włoskim dreszczowcu Zły policjant (Copkiller/Order to Death, 1983) jako psychopatyczny przestępca Leo Smith, który podaje się za mordercę policjantów i wciąga w niebezpieczną grę skorumpowanego porucznika policji (Harvey Keitel). Można go było też dostrzec w paradokumentalnej komedii The Independent (2000) z Jerrym i Benem Stillerami, norweskim dramacie Synowie Norwegii (Sønner av Norge, 2011) i filmie dokumentalnym Uwaga! Mr. Baker (Beware of Mr. Baker, 2012).
Był żonaty z Norą Forster (1942-2023).